# تونی تربرت
تونی تربرت (انگلیسی: Tony Trabert؛ زاده ۱۶ اوت ۱۹۳۰ – ۳ فوریهٔ ۲۰۲۱) یک تنیس‌باز اهل ایالات متحده آمریکا بود.